# Ecohidrologia
L'ecohidrologia (del grec οἶκος, oikos, "casa"; ὕδωρ, hydōr, "aigua"; i -λογία, logia) és un camp d'estudi interdisciplinari de les interaccions entre l'aigua i els ecosistemes. Aquestes interaccions poden tenir lloc entre masses d'aigua, com els rius i llacs, o sobre la terra, en boscos, deserts, i altres ecosistemes terrestres. Les àrees de recerca en ecohidrologia inclouen la transpiració i l'ús d'aigua en les plantes, adaptació dels organismes als seus ambients aquàtics, la influència de la vegetació en el flux dels corrents i la seva funció i la retroalimentació entre els processos ecològics i el cicle hidrològic.

## Conceptes clau
El cicle hidrològic descriu el moviment continu de l'aigua sobre i per sota de la superfície de la Terra. Aquest flux és alterat pels ecosistemes en nombrosos punts. La transpiració de les plantes proporciona la major part del flux de l'aigua a l'atmosfera. L'aigua és influenciada perl la coberta vegetal quan flueix sobre la superfície de la terra, mentre que els canals dels rius poden ser modificats per la vegetació que contenen.
Els ecohidròlegs estudien els sistemes terrestres i els aquàtics.

### Principis
Els principis de l'ecohidrologia s'expressen en tres components seguits:
1. Hidrològics: La quantificació del cicle hidrològic d'una conca, podria ser una plantilla per la integració funcional de processos hidrolòics i biològics.
2. Ecològics: els processos integrats a escala de conca d'un riu poden ser dirigits de manera per millorar la capacitat de càrrega de la conca i dels seus serveis d'ecosistema.
3. Enginyeria ecològica: La regulació dels processos hidrològics i ecològics, basada en un enfocament de sistema integrador, es tracta d'una nova eina per a la Gestió Integral de l'Aigua de la Conca.

La seva expressió com hipòtesis comprovables (Zalewski et al., 1997) poden ser:
- H1: Els processos hidrològics en general regulen la biota
- H2: La biota pot ser formada com una eina per regular els processos hidrològics
- H3: Aquests dos tipus de regulacions (H1 i H2) es poden integrar amb la infraestructura hidro-tècnica per assolir els serveis d'aigua i dels ecosistemes sostenibles.

### Vegetació i estrès hídric
Un concepte fonamental en la hidrologia és que la fisiologia vegetal està directament relacionada amb la disponibilitat d'aigua. Quan hi ha abundància de l'aigua, com en les selves plujoses, el creixement de la planta és més dependent de la disponibilitat de nutrients. No obstant això, en àrees semiàrides com la sabana de l'Àfrica, el tipus i la distribució de la vegetació es relacionen directament amb la quantitat d'aigua que les plantes poden extreure del sòl. Quan l'aigua del sòl disponible és insuficient, ocorre la condició d'estrès hídric. Les plantes sota estrès hídric disminueix tant la seva transpiració com la fotosíntesi a través d'una sèrie de respostes, incloent el tancament dels seus estomes. Aquesta disminució del dosser arbori, el flux d'aigua al dosser i el flux de diòxid de carboni pot influir en el clima i la meteorologia.
La insuficient humitat del sòl produeix estrès en les plantes, i la disponibilitat d'aigua és un dels dos factors més importants (la temperatura és l'altre) que determinen la distribució d'espècies. Els forts vents, la baixa humitat relativa de l'aire, el baix nivell de diòxid de carboni, l'alta temperatura i l'alta irradiància exacerba la insuficiència d'humitat del sòl. La disponibilitat d'humitat del sòl també es redueix amb una baixa temperatura del sòl. Una de les primeres respostes a l'oferta insuficient humitat és la reducció de la pressió de turgència; l'expansió i el creixement cel·lular s'inhibeixen immediatament, i els brots es suberifiquen aviat i es marceixen.
El concepte de dèficit hídric, desenvolupat per Stocker als anys 20 del segle xx, és un índex útil de l'equilibri a la planta entre la captació i la pèrdua d'aigua. Els dèficits hídrics lleus són normals i no impedeixen el funcionament normal de les plantes, però els dèficits grans interrompen el procés normal de les plantes.
A mesura que s'incrementa l'estrès d'humitat en el medi radicular a 5 atmosferes afecta el creixement, la transpiració i l'equilibri interns d'aigua en les plàntules. La disminució de la taxa d'assimilació neta és més gran en l'avet que en les altres espècies, i, d'aquestes espècies, només l'avet no mostra un increment en l'eficiència de l'ús de l'aigua com el sòl es torna més sec. Les dues coníferes mostren majors diferències en el potencial d'aigua entre la fulla i el substrat de
 que en les fustes dures.

### Dinàmica de la humitat del sòl
La humitat del sòl és un terme general que descriu la quantitat d'aigua present a la zona vadosa, o una porció insaturada del sòl per sota del sòl. Atès que les plantes depenen d'aquesta aigua per a dur a terme els processos biològics crítics, la humitat del sòl és essencial per a l'estudi de la hidrologia. La humitat del sòl es descriu generalment com el contingut d'aigua,{\displaystyle \theta }, o saturació, {\displaystyle S}. Aquests termes estan relacionats per la porositat, {\displaystyle n}, a través de l'equació {\displaystyle \theta =nS}. Els canvis al llarg del temps en la humitat del sòl reben el nom de dinàmica de la humitat del sòl.

### Consideracions temporals i espacials
Per exemple, els paisatges del clima mediterrani experimenten estius secs i hiverns humits. Si la vegetació té una estacó de creixement estival, sovint experimenta estrès hídric, fins i tot si la pluviometria total anual és moderada.
L'ecohidrologia també s'ocupa dels factors hidrològics que estan darrere de la distribució espacial de les plantes. L'espaiat òptim i l'organització espacial de les plantes es determina almenys parcialment per la disponibilitat d'aigua. En els ecosistemes amb una baixa humitat del sòl, els arbres es troben normalment més separats del que serien en zones ben regades.

## Equacions bàsiques i models

### Balanç hídric
Una equació fonamental en hidrologia és el balanç d'aigua en un punt en el paisatge. Un balanç d'aigua estableix que la quantitat d'aigua que entra a terra ha de ser igual a la quantitat d'aigua que surt del sòl més el canvi en la quantitat d'aigua emmagatzemada al sòl. El balanç hídric té quatre components principals: infiltració de precipitació a terra, evapotranspiració, les fuites d'aigua a les parts més profundes del sòl que no són accessibles a la planta, i escorrentia superficial de la superfície del sòl. Es descriu per l'equació:
{\displaystyle nZ_{r}{\frac {ds(t)}{dt}}=R(t)-I(t)-Q[s(t),t]-E[s(t)]-L[s(t)]}
Els termes de la part esquerra de l'equació descriuen la quantitat total d'aigua continguda en la zona radicular. Aquesta aigua, accessible a la vegetació, té un volum igual a la porositat del sòl ({\displaystyle n}) multiplicada er la seva saturació ({\displaystyle s}) i la fondària de les rels de la planta ({\displaystyle Z_{r}}). L'equació diferencial {\displaystyle ds(t)/dt} descriu com canvia la saturació d'aigua al llarg del temps. Els termes de la part dreta descriuen les taxes de pluja ({\displaystyle R}), intercepció ({\displaystyle I}), escorrentia ({\displaystyle Q}), evapotranspiració ({\displaystyle E}), i les fuites ({\displaystyle L}).
Per tal de resoldre l'equació, la taxa d'evapotranspiració com una funció de la humitat del sòl ha de ser coneguda. El model general usat per descriure afirma que per sobre d'una certa saturació, l'evaporació només serà dependent de factors climàtics com la llum solar disponible. Un cop per sota d'aquest punt, la humitat del sòl imposa controls a l'evapotranspiració, i disminueix fins que el sòl arriba al punt on la vegetació ja no pot extreure més aigua. Aquest nivell del sòl s'anomena generalment com el "punt de marciment permanent". Aquest terme és confús perquè moltes espècies de plantes en realitat no es " marceixen".